# Apterornebius
Apterornebius is een geslacht van rechtvleugeligen uit de familie Mogoplistidae. De wetenschappelijke naam van dit geslacht is voor het eerst geldig gepubliceerd in 2006 door Ingrisch.

## Soorten
Het geslacht Apterornebius omvat de volgende soorten:
- Apterornebius chong Ingrisch, 2006
- Apterornebius kinabalu Ingrisch, 2006